# Colar de cruz

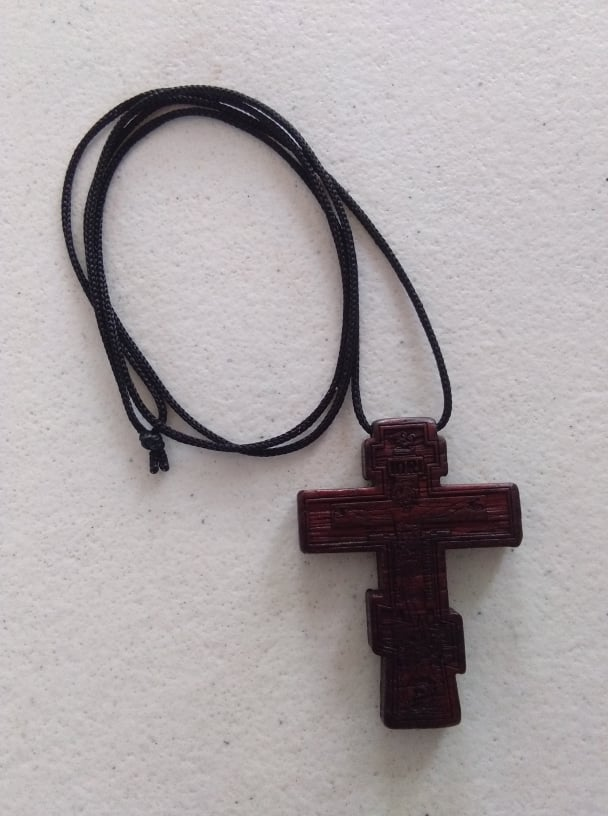
Colar de cruz ortodoxa em madeira.

Um colar de cruz é qualquer colar com uma cruz ou crucifixo cristão.
As cruzes são frequentemente usadas como uma indicação de compromisso com a fé cristã, e são recebidas como presentes para rituais como o batismo e a crisma. Além disso, alguns cristãos acreditam que o uso de uma cruz oferece ao usuário proteção contra o mal. Algumas pessoas, incluindo cristãos e não cristãos, também podem usar colares cruzados como acessório de moda.
"Nos primeiros séculos da era cristã, a cruz era um símbolo clandestino usado pelos seguidores perseguidos da nova religião". Muitos bispos cristãos de várias denominações, como a Igreja Ortodoxa, usam uma cruz peitoral como sinal de sua ordem.
A maioria dos adeptos da Igreja Ortodoxa Etíope de Tewahedo usará uma cruz presa a uma corrente ou a um matäb, um cordão de seda. O matäb está amarrado no pescoço no momento do batismo, e espera-se que o destinatário use o matäb o tempo todo. As mulheres costumam afixar uma cruz ou outro pendente no matäb, mas isso não é considerado essencial.
Em algumas nações, como a República Socialista Popular da Albânia, um estado ateu, o uso de colares de cruz foi historicamente proibido.
Em dois casos britânicos altamente divulgados, a enfermeira Shirley Chaplin e a comissária de bordo da British Airways, Nadia Eweida, foram advertidas por usar colares cruzados no trabalho, violando seus termos de emprego. Ambos levaram seus casos ao Tribunal Europeu de Direitos Humanos; O caso de Chaplin foi julgado improcedente, enquanto Eweida recebeu indenização pelo fato de o governo do Reino Unido não ter ponderado o suficiente sobre seu direito à expressão religiosa. À luz de tais casos, em 2012 o ex-arcebispo da Cantuária da Comunhão Anglicana, George Carey, e depois o chefe da Igreja Católica Romana na Escócia, o cardeal Keith O'Brien, instaram todos os cristãos a usarem colares regularmente.

## Galeria

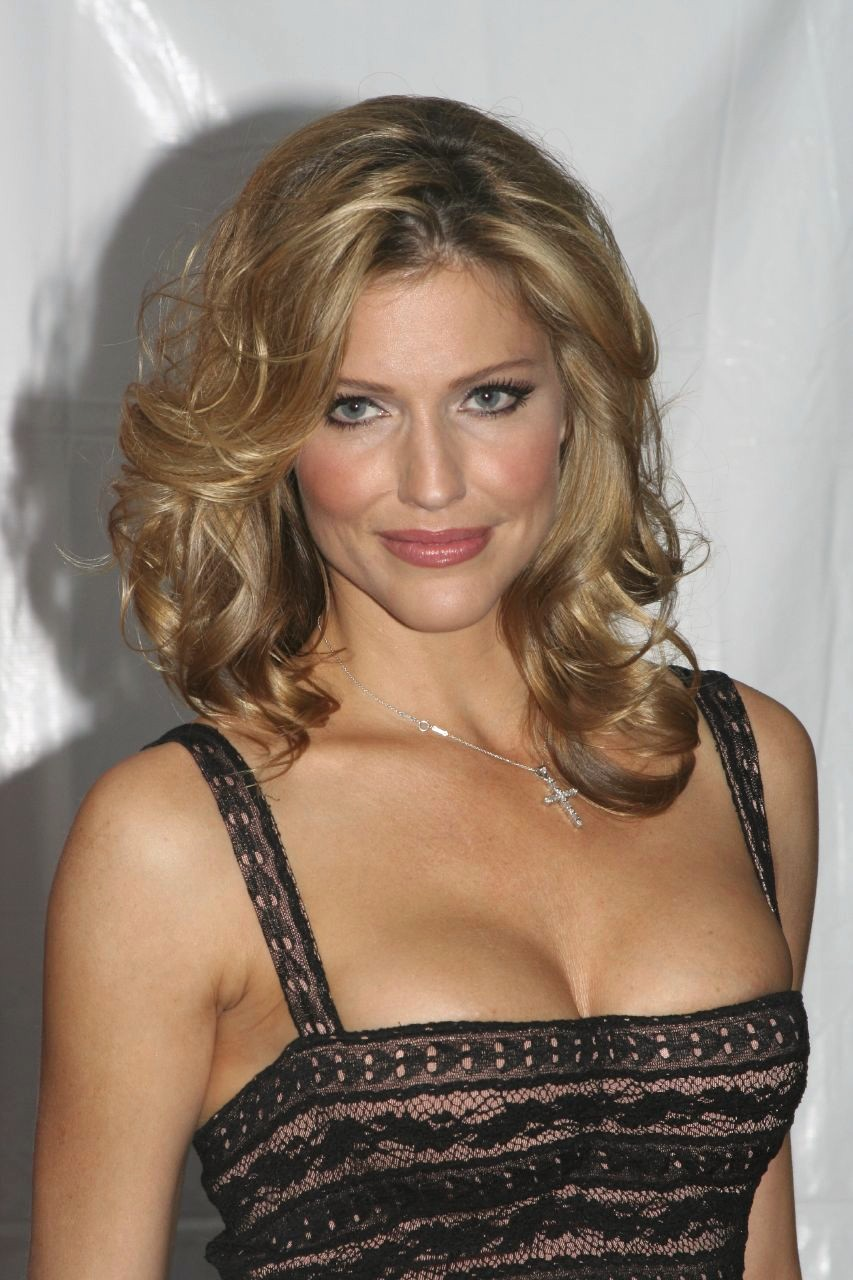
A atriz canadense Tricia Helfer usando um colar de cruz
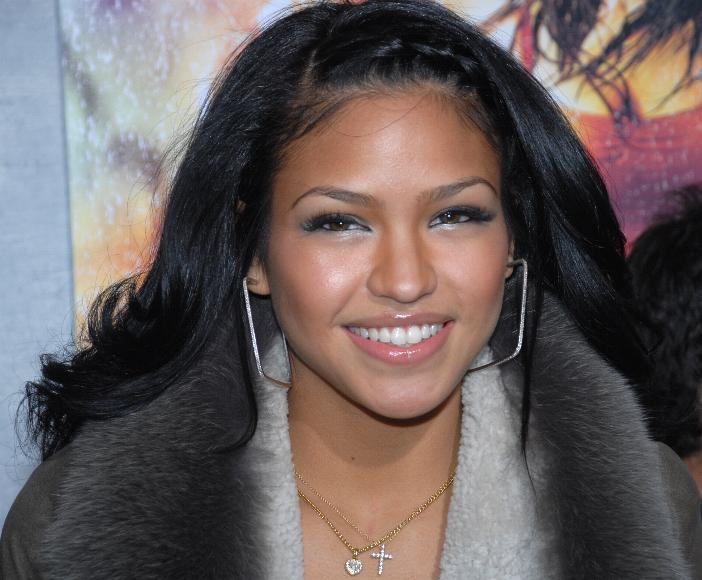
A cantora americana Cassie Ventura usando um colar de cruz
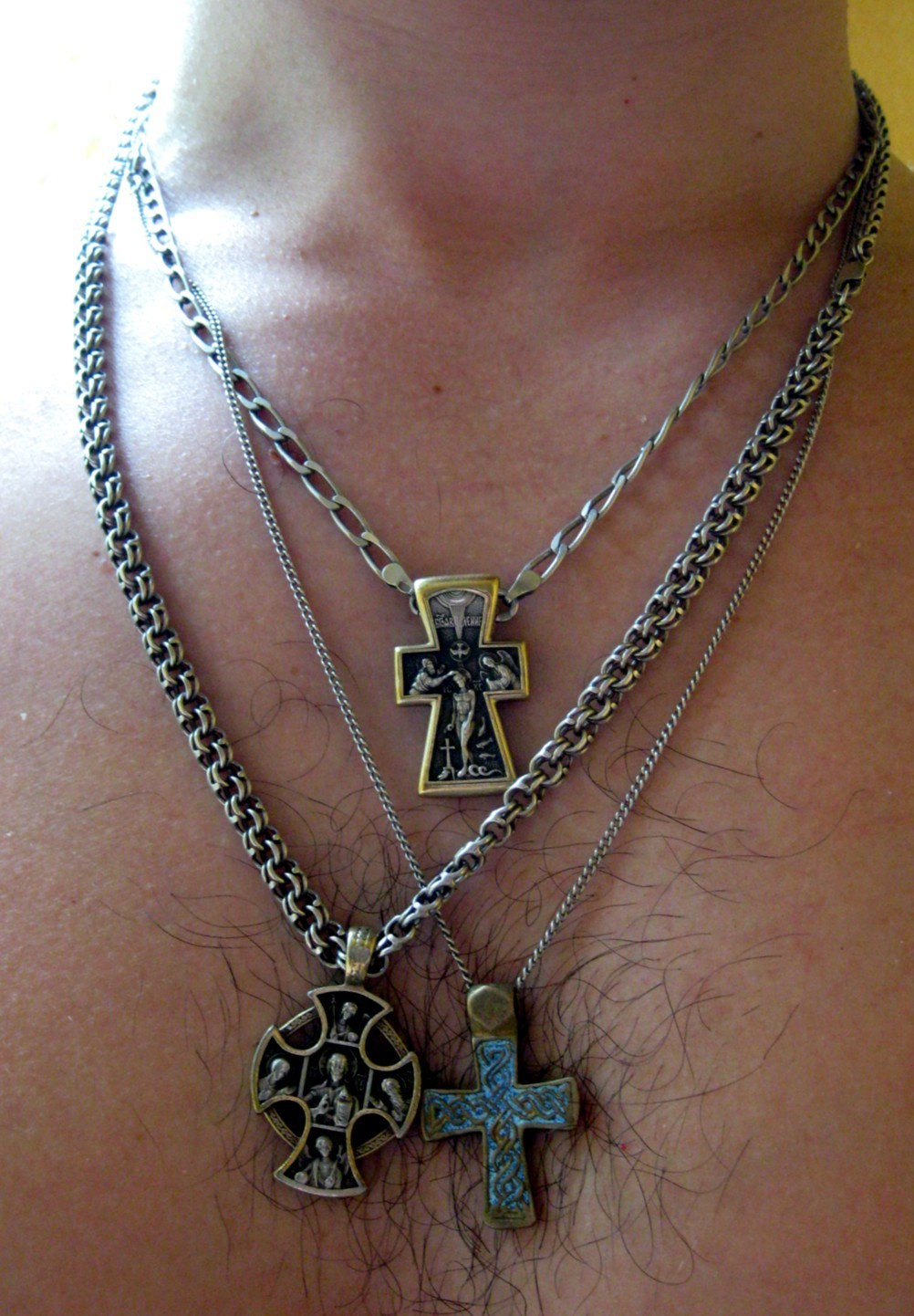
Um homem com três colares de cruz diferentes
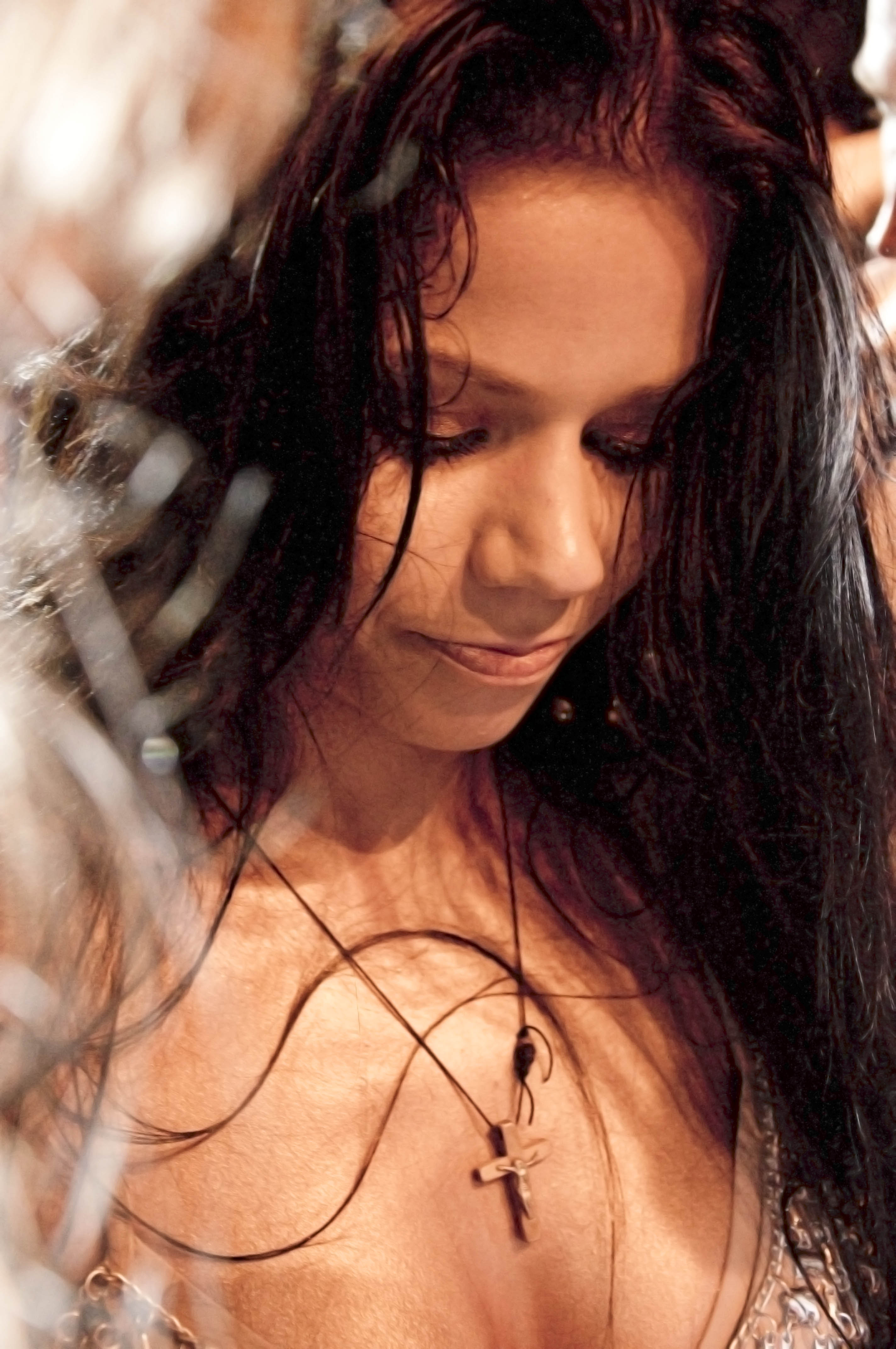
A cantora bielorrusso-russa Bianka usando um colar de crucifixo
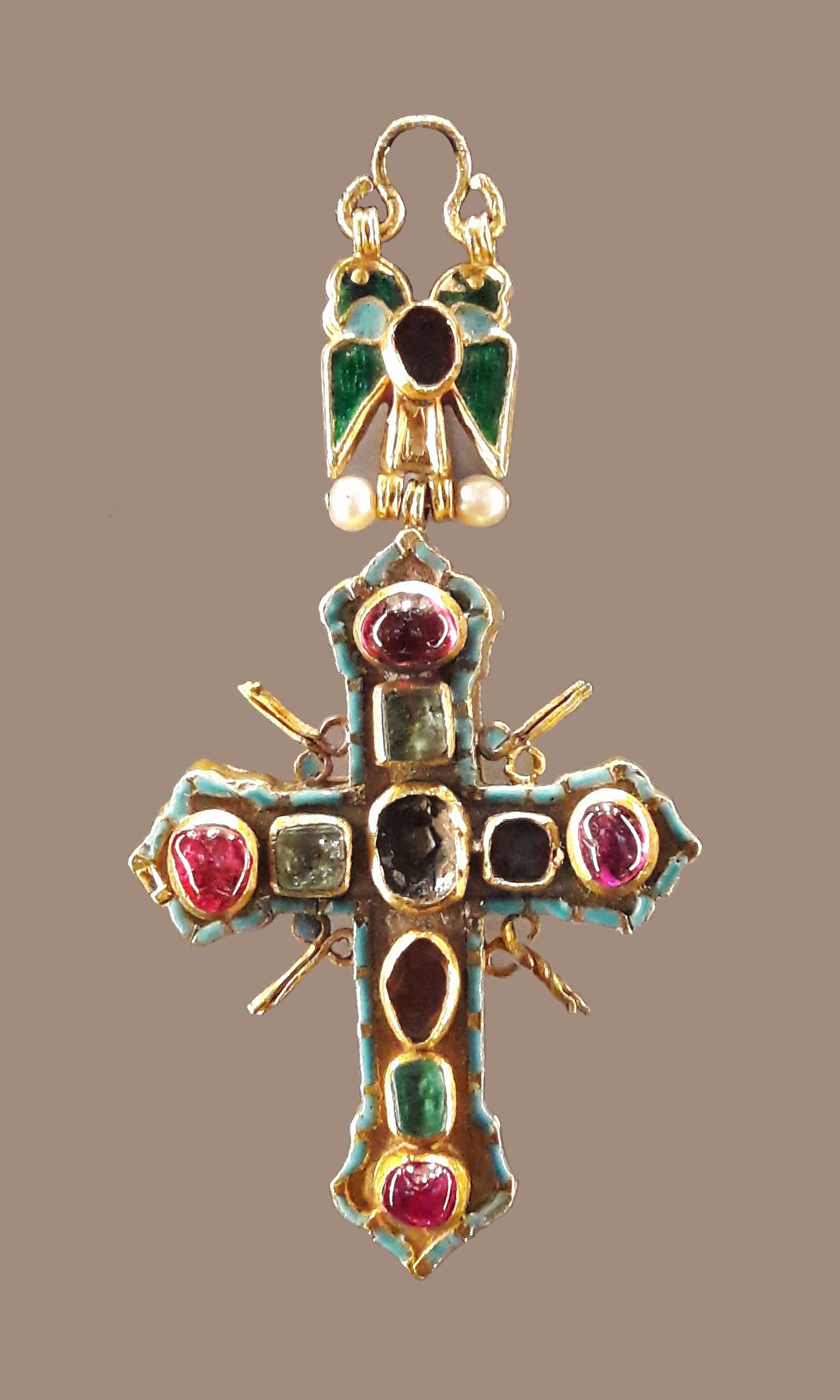
Pingente de cruz com águia de duas cabeças, fabricado na Polônia no final do século XVII
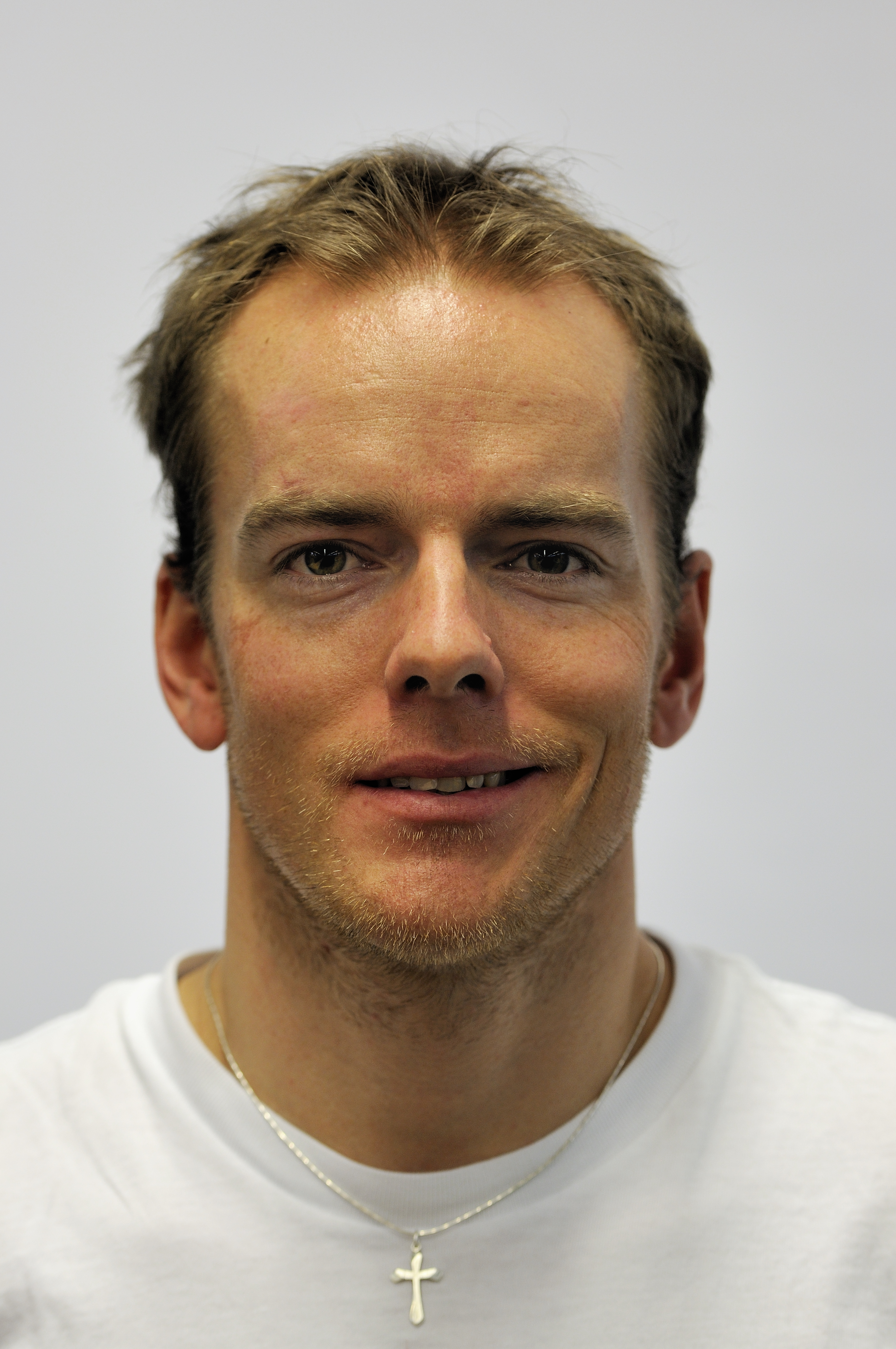
O esquiador alemão Jens Filbrich usando um colar de cruz
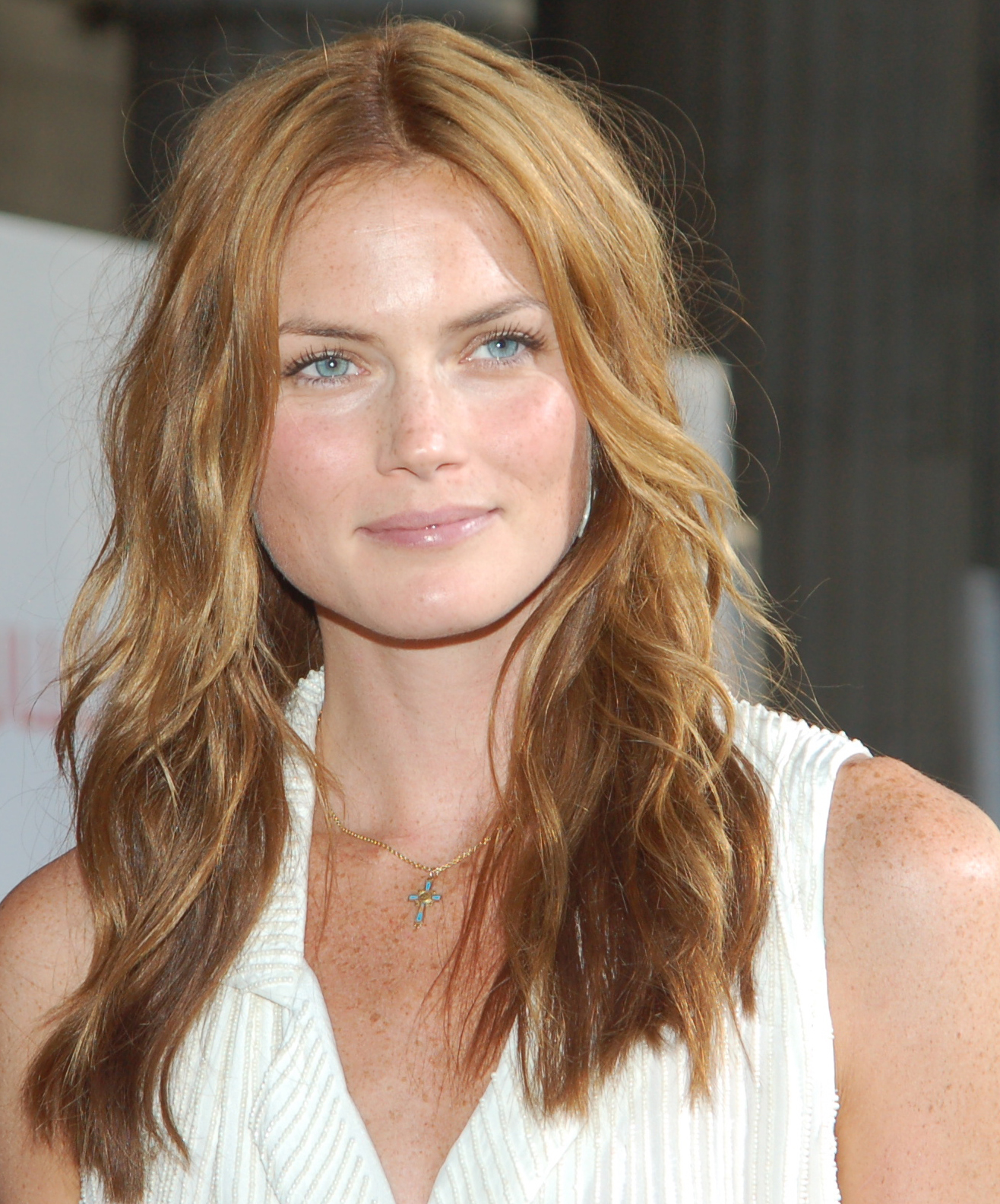
A modelo sueca Mini Andén usando colar de cruz
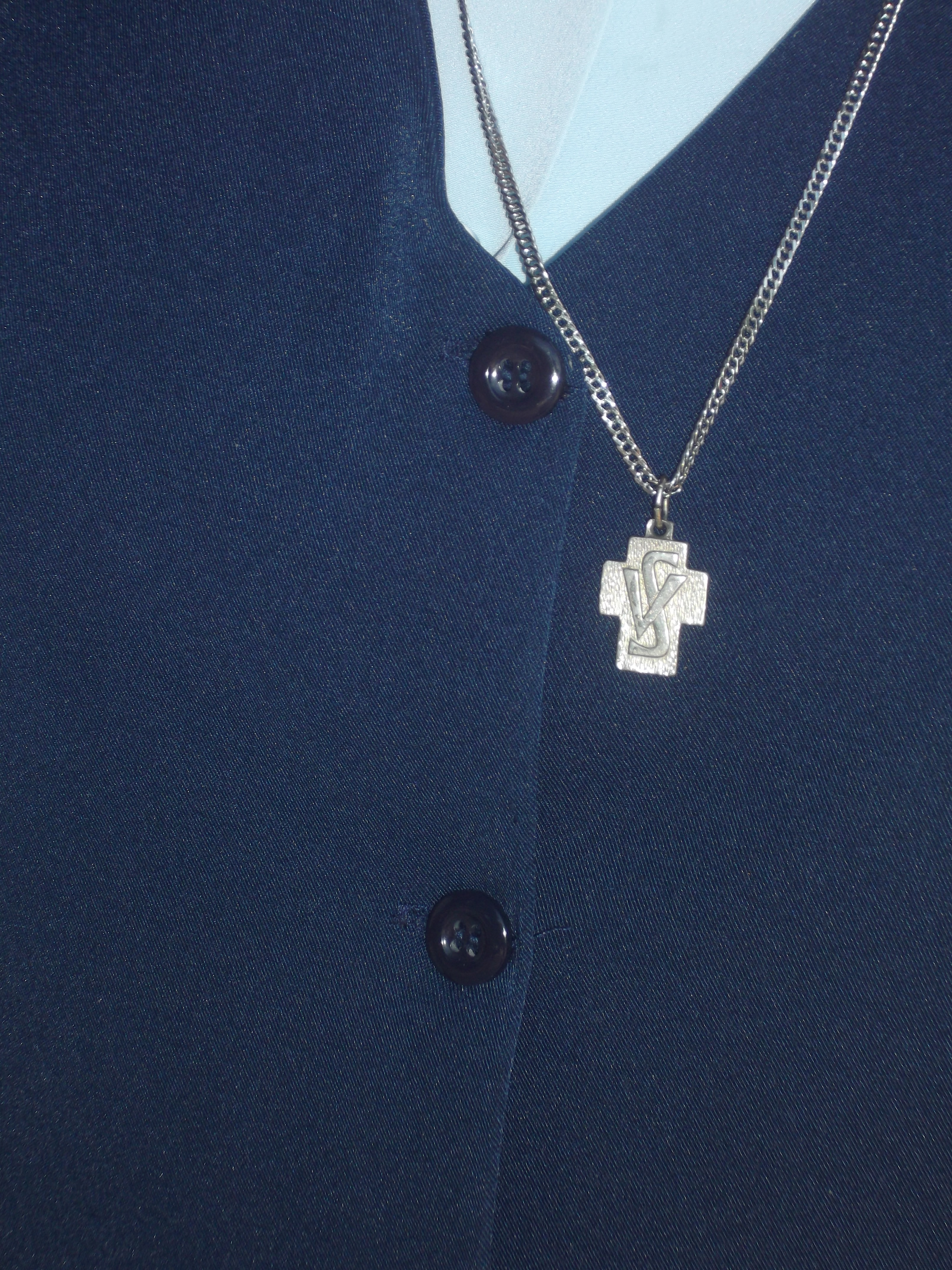
Colar de cruz das Filhas da Caridade de São Vicente de Paulo
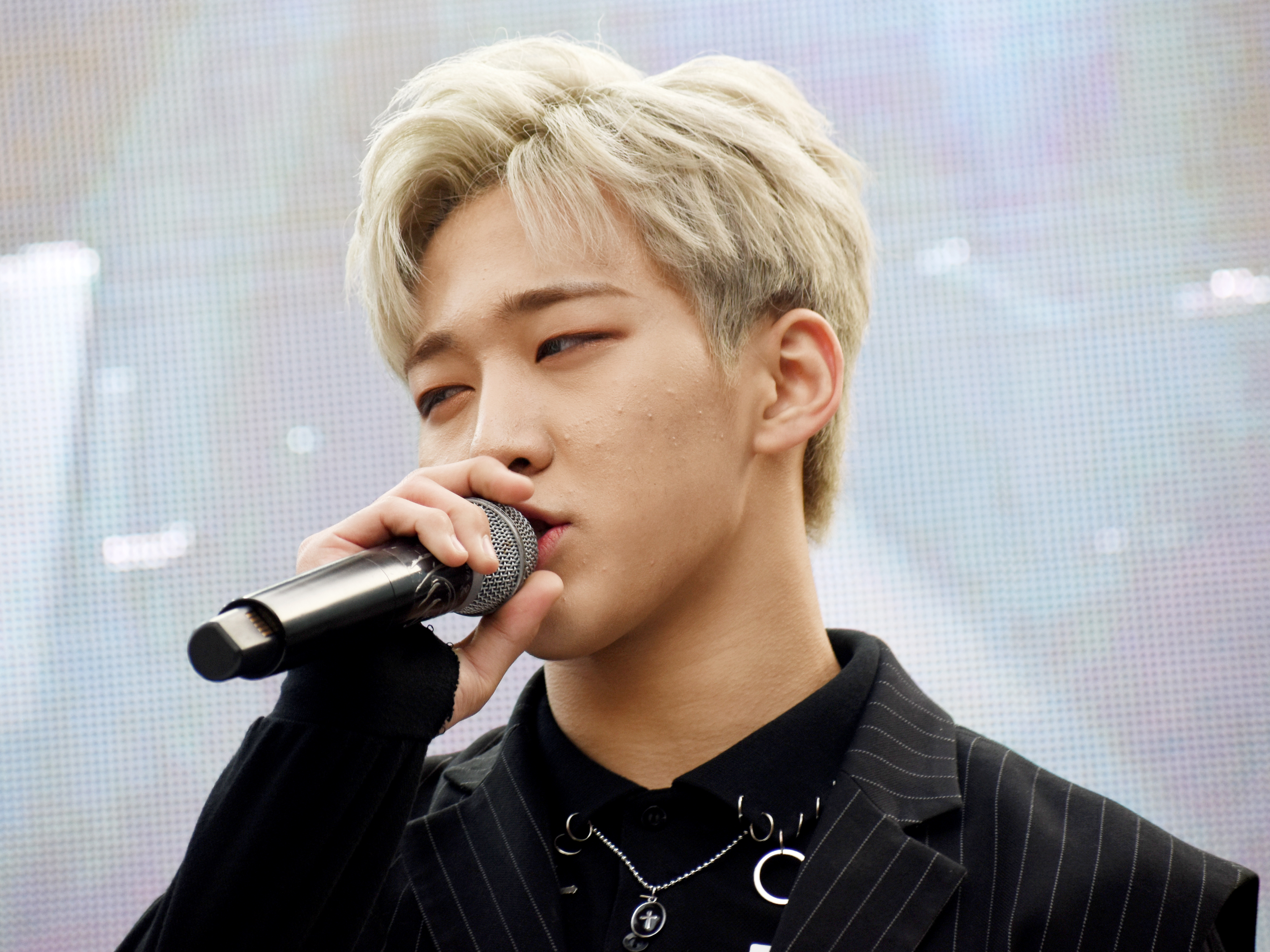
D-Crunch usando um colar de cruz
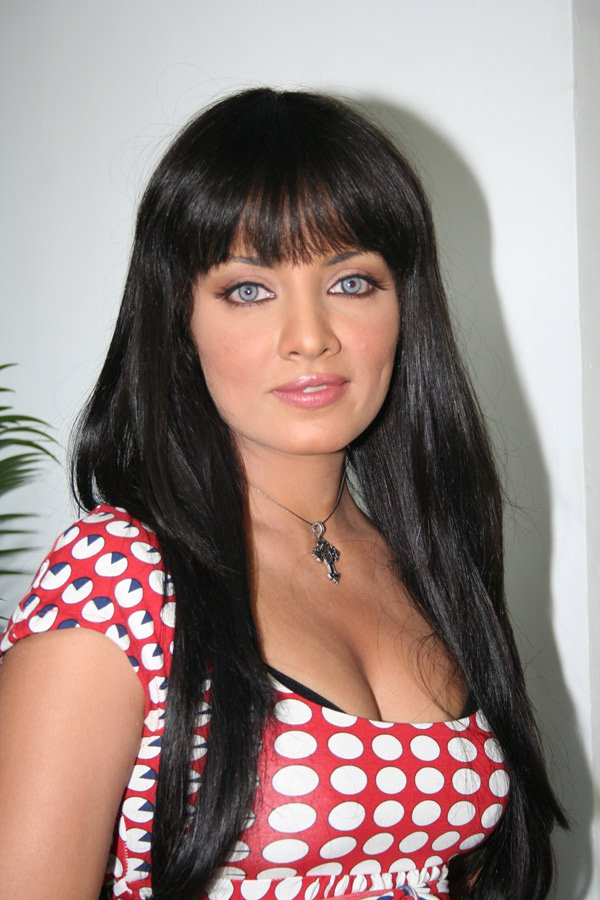
A atriz indiana Celina Jaitley usando um colar de cruz
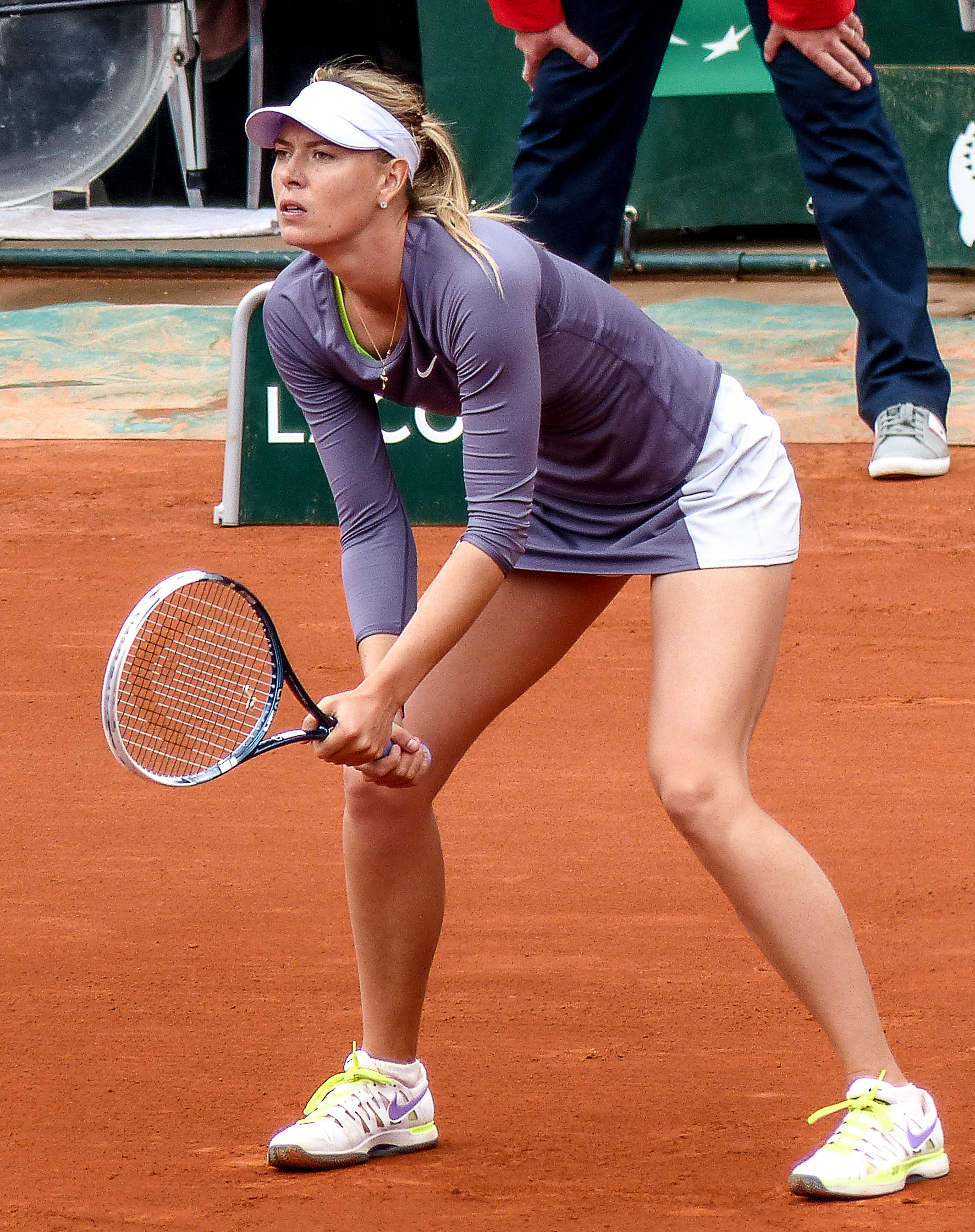
A tenista russa Maria Sharapova usando um colar de cruz
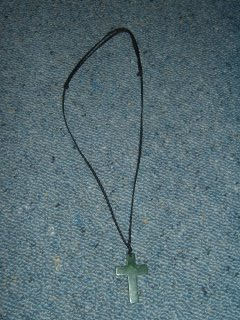
Colar de cruz verde
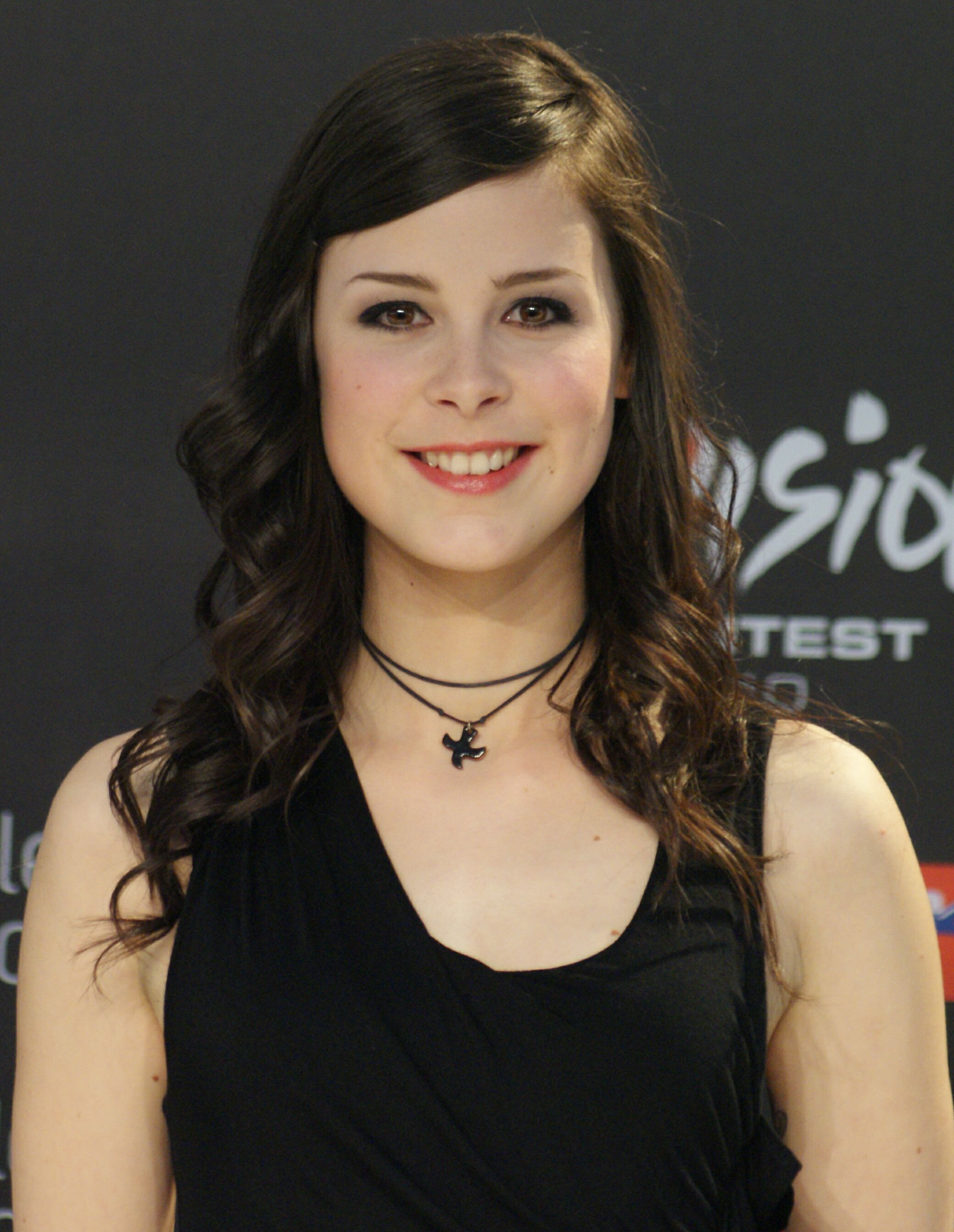
A cantora alemã Lena Meyer-Landrut usando um colar da comunidade ecumênica cristã Taizé
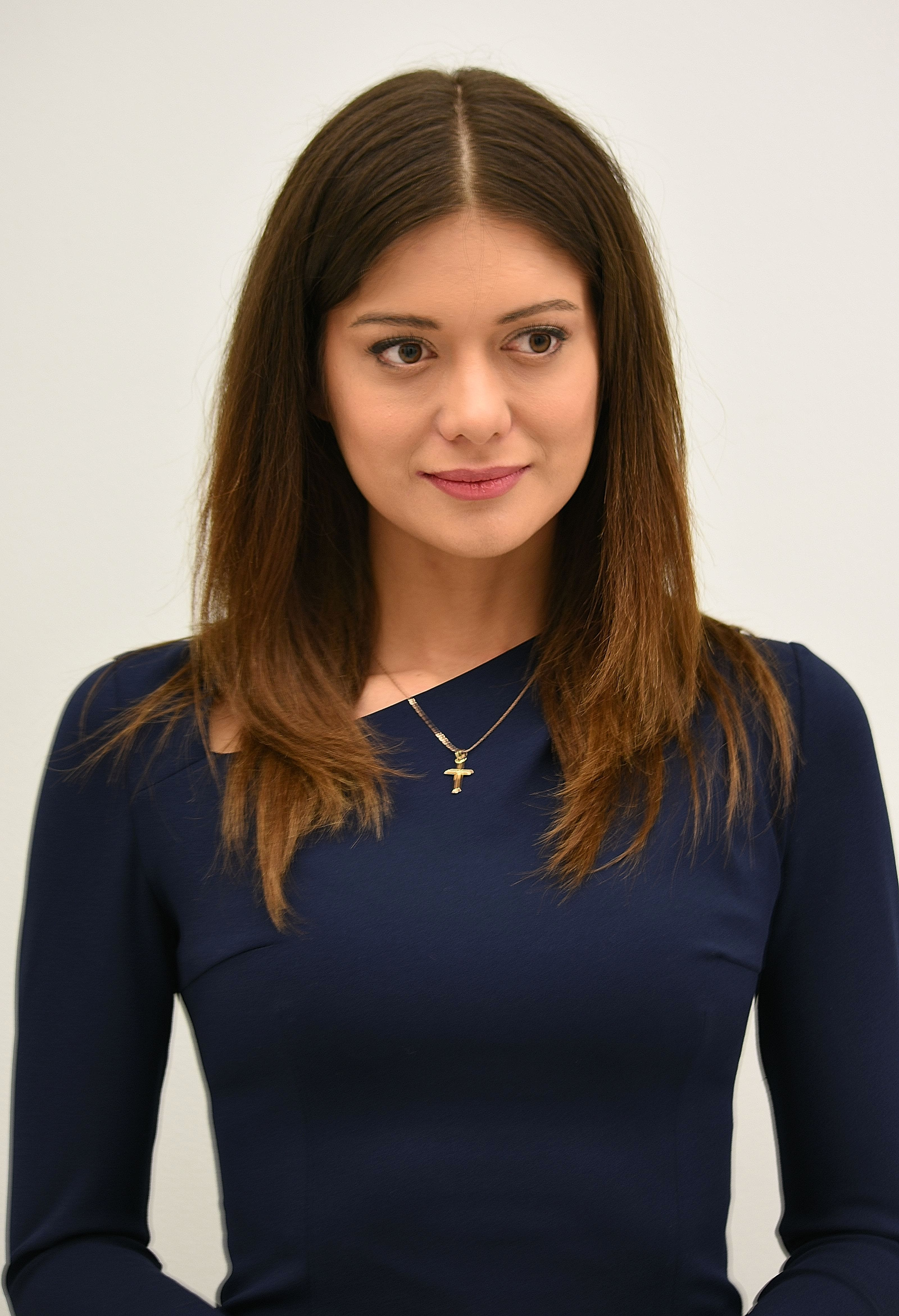
O empresário polonês Miriam Shaded usando um colar de cruz
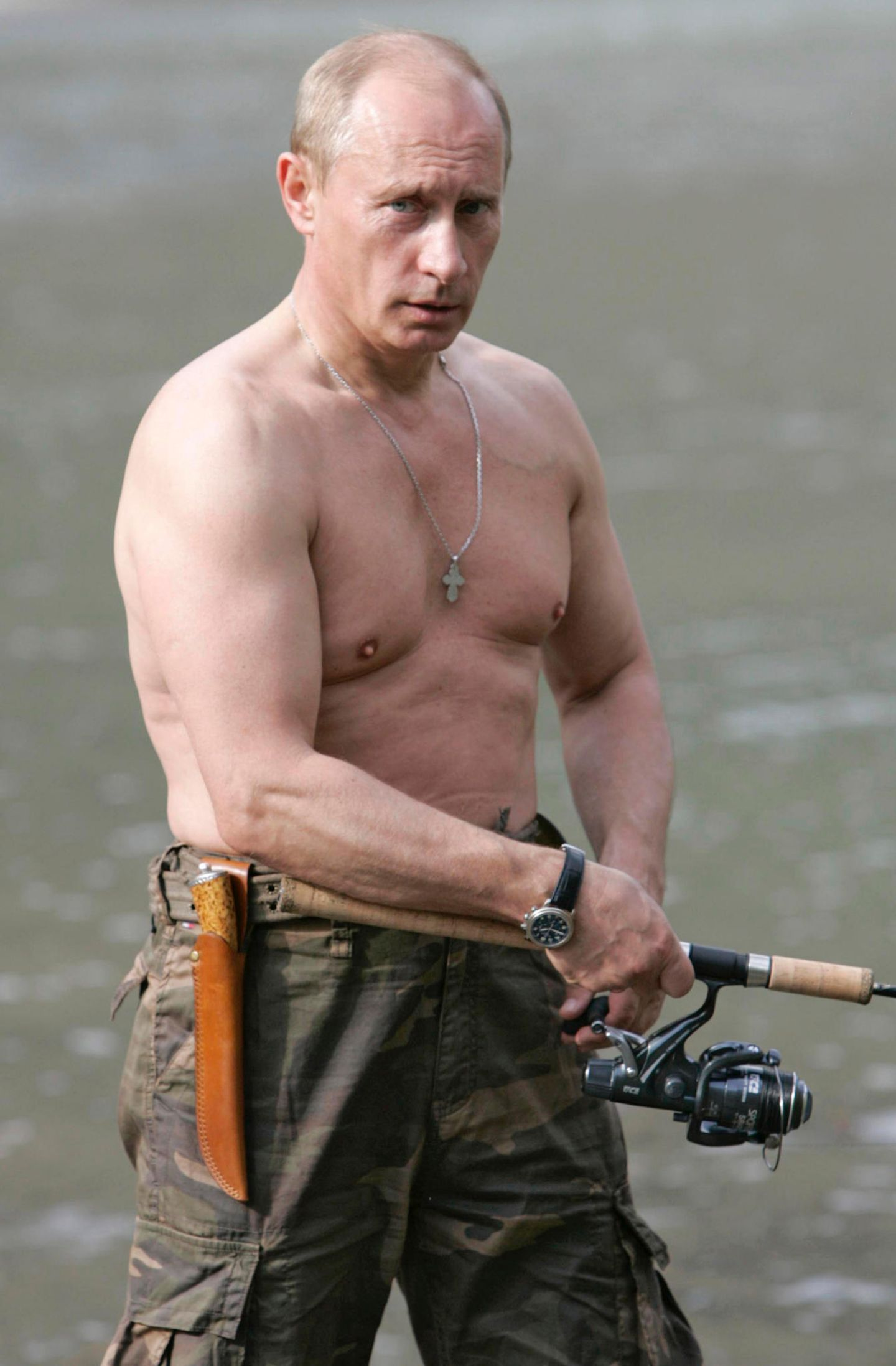
O presidente russo Vladimir Putin usando um colar de cruz
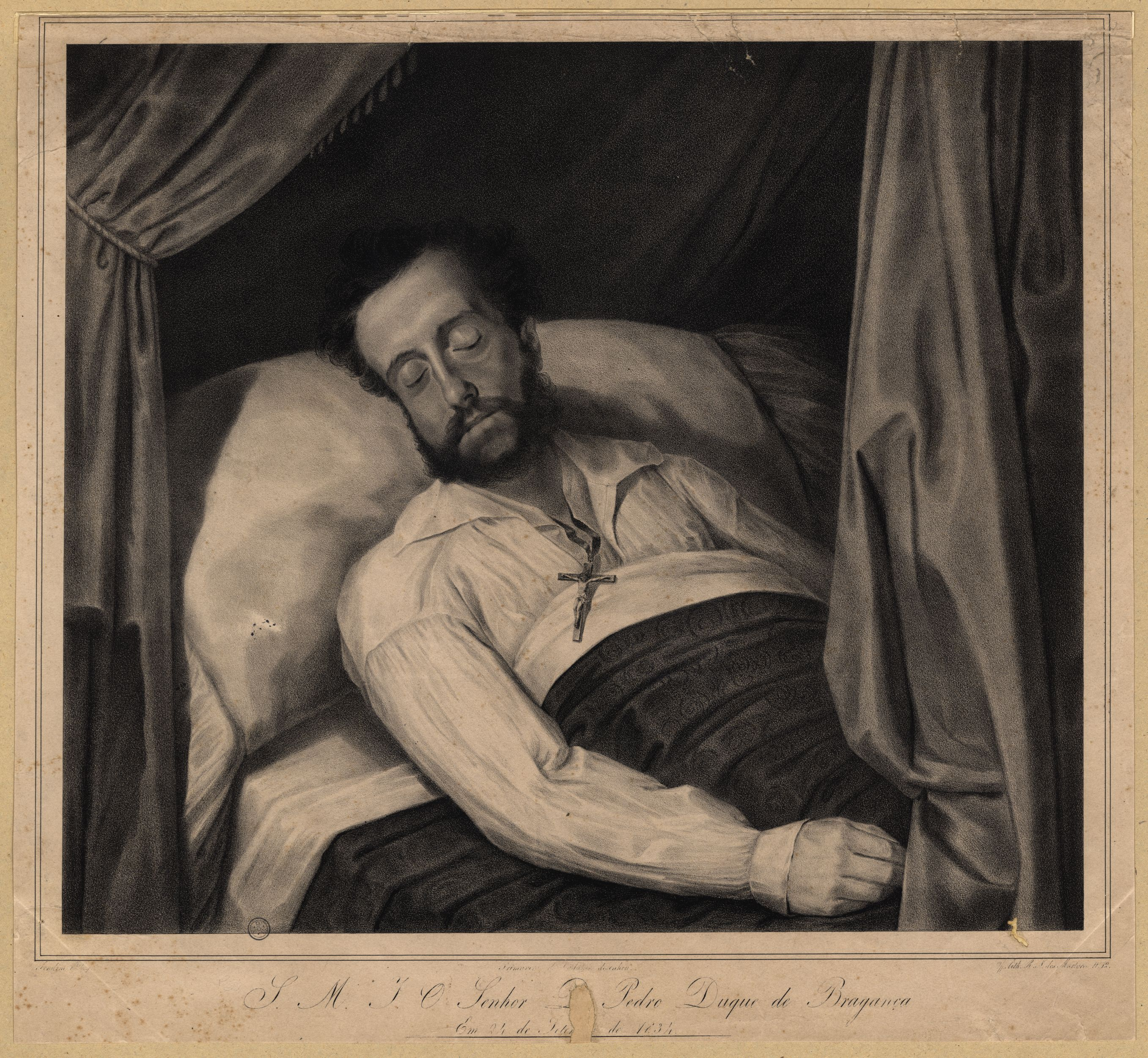
Imperador Pedro I do Brasil (também Rei Pedro IV de Portugal) usando um colar de crucifixo em seu leito de morte
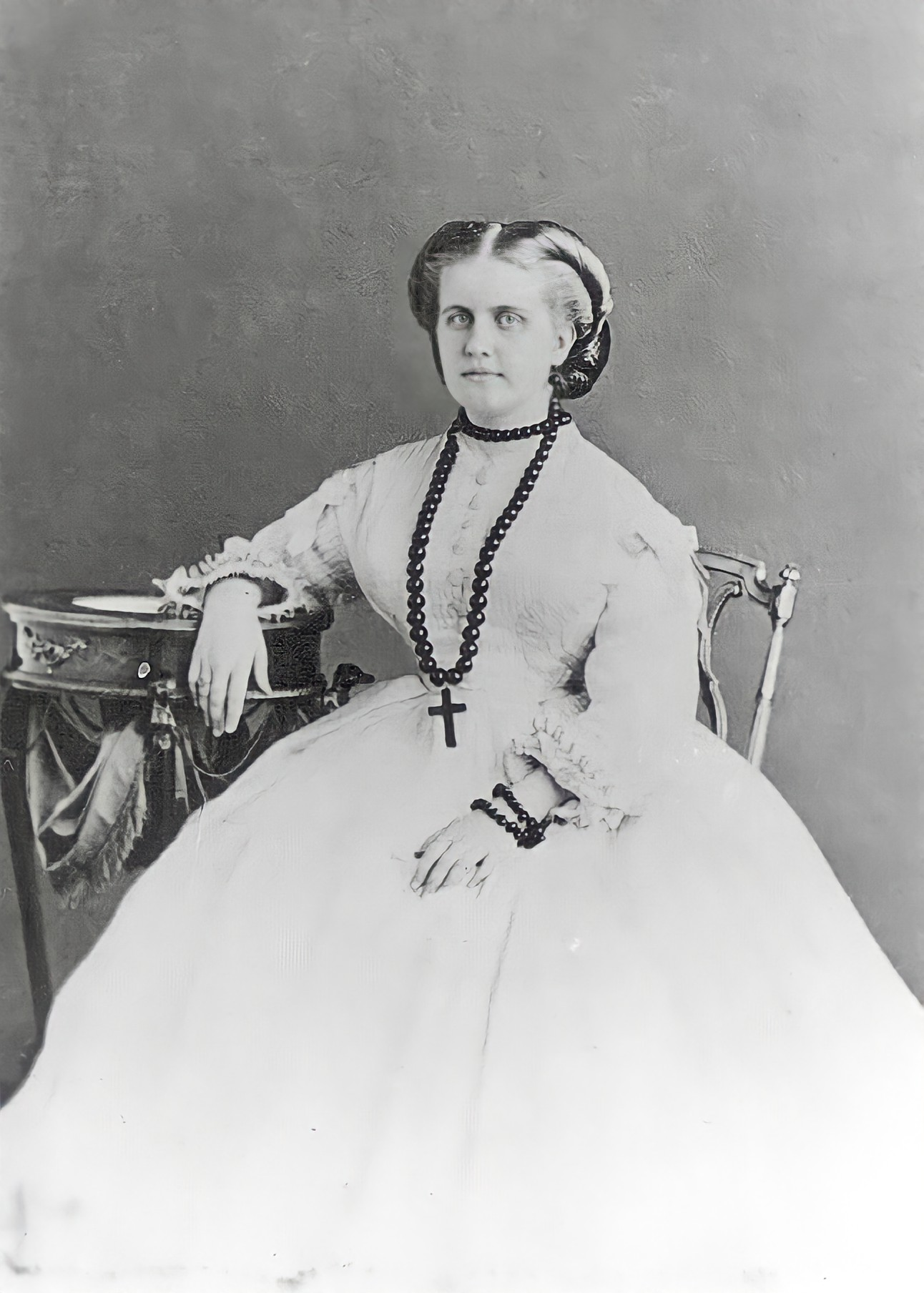
Princesa Leopoldina do Brasil usando um grande colar de cruz